# 武村重和
武村 重和（たけむら しげかず、1936年2月24日 - ）は、日本の教育学者。広島大学名誉教授、日本教科教育学会名誉会長などを務める。2013年に文部科学大臣賞科学技術賞受賞。理科教育が専門。

## 来歴
滋賀県栗太郡葉山村（現在の栗東市）に生まれる。文部省の小学校教育科専門職員、広島大学助教授、教授を歴任。
退官後は国際協力機構(JICA)により教育者としてケニアに赴く。

### JICAでの貢献
武村は50代の頃に調査で訪れたコンゴ共和国やチュニジアで、マラリアやコレラに苦しむ子供をみて「衝撃を受けた」という。武村は退職後、1999年から7年にわたり国際協力機構によってケニアに赴いた。現地では、アフリカの中等教育、特に理数系の教育者育成に携わり、1万5000人の理科教師を育てた。
2013年、日本理科教育学会の推薦により、「子どもと教師に対する科学知識の理解増進」の業績で、文部科学大臣表彰科学技術賞（理解増進部門）を受賞。さらに2014年には、アフリカでの功績を認められ、日本援助を受けて拡張されたアフリカ理数科・技術教育センターの図書館が「タケムラ・ライブラリー」と命名された。

## 著書
単著の著作物は、武村重和著『子どもたちの成長が勝負』啓林館、2013　8章　武村重和の図書目録　173ページから214ページに書かれている図書リストから代表的な書物を選考したもの
- 『小学校教育課程講座 理科』ぎょうせい 1977
- 『小学校新教育課程の解説 理科』 第一法規 1977
- 『理科の新展開 理科教育の授業原理』明治図書 1977
- 『理科の新展開 理科教育の授業方法』明治図書 1977
- 『理科の新展開 理科教育の授業研究』明治図書 1977
- 『理科教育を考え創造する』国土社 国土新書 1982
- 『理科セミナリー 新しい時代の人間形成と理科の教育課程』東洋館 1985
- 『教育課程 国土社の教育選書』国土社 1988
- 『新旧学習指導要領の対比と考察 小学校理科』明治図書 1989
- 『新理科授業づくりの指導事例1，1・2年 新理科教材の授業づくり』明治図書 1991
- 『21世紀のカリキュラムはこうなる! 理科・情報・環境・国際化で再編成のビジョン』明治図書 オピニオン叢書 緊急版 1999
- 『教育革命 理数教育を通して』「今、アフリカに求められる科学教育」編集委員会編 理数教育研究所 2009
- 『新任教師へ・感動の理科的活動をしよう』明治図書出版 2009
- 『子どもたちの成長が勝負～学力調査世界第1位の遺産』啓林館 2013

### 編著
- 『小学校理科指導細案』井口尚之共編 明治図書出版 新学習指導要領細案化シリーズ 1970
- 『現代化理科指導法事典』大塚誠造、小林学共編 明治図書出版 1972
- 『小学校教材・教具の活用 理科』蛯谷米司共編著 帝国地方行政学会 1972
- 『小学校新指導要領の評価研究 理科編』明治図書出版 1972
- 『理科研究授業細案』滝沢武久共編 明治図書出版 新学習指導要領の研究授業シリーズ 1972
- 『理科の教材研究と授業過程』森川久雄、君塚六郎共編 明治図書出版 1972
- 『現代教科教育学大系 5 自然の探究』八杉竜一、森川久雄共編著 第一法規出版 1974
- 『大系理科教育用語事典』伊神大四郎共編集 明治図書 1975
- 『理科観察・実験わかる授業の手びき 小学6年』高野恒雄共編 明治図書出版 1975
- 『理科・行動目標の分析と評価』坂元昂共編著 明治図書出版 1975
- 『理科授業の診断と処方』明治図書出版 小学校教育研究講座 1975

## 参考
- ISBN　978-4-18-677818-2
- 『現代日本人名録』2002年